# Fresh Cream
Fresh Cream ist das Debütalbum der ersten Supergroup der Rockgeschichte, der britischen Band Cream. Der Gitarrist Eric Clapton kam von John Mayall & the Bluesbreakers, der Bassist und Sänger Jack Bruce sowie der Schlagzeuger Ginger Baker von der Graham Bond Organization. Es wurde im Dezember 1966 während des Höhepunkts des britischen Blues in Großbritannien und einen Monat später in einer leicht veränderten Version in den Vereinigten Staaten veröffentlicht.
Auf der Liste der 500 besten Alben aller Zeiten der Musikzeitschrift Rolling Stone erreichte das Album Platz 102.

## Entstehungsgeschichte
Die Band war bereits zuvor im Londoner Rayrik Studio, um I Feel Free sowie Wrapping Paper einzuspielen, das im Oktober 1966 in die Charts kam. Für die Aufnahme ihres Albums gingen sie ins Ryemuse Studio, wo sie schlechte Produktionsbedingungen hatten: Die Kommunikation mit der Aufnahmetechnik ging alleine über eine  Fernsehkamera. Im Nachhinein beklagte sich Jack Bruce über die „amateurhafte Weise“, in der die ersten vier Titel quasi live eingespielt wurden. Dennoch war das Album letztlich in breiter Klangdynamik und mit einigen Overdubs abgemischt, als es im Dezember 1966 veröffentlicht wurde – am gleichen Tag wie die zweite Single der Band mit I Feel Free.

## Stil und Rezeption
Das Album besteht zur Hälfte aus Coverversionen von Bluesstandards (u. a. Rollin’ and Tumblin’  von Muddy Waters, Four Until Late von Robert Johnson mit Eric Clapton am Mikrofon, und Spoonful von Willie Dixon), sowie Eigenkompositionen von vor allem Jack Bruce, darunter Sweet Wine, ein Hinweis auf den Psychedelic Rock, der von der Band danach kommen sollte, und ohne die strenge Bindung an den Blues wie bei John Mayall. Dennoch spielt Clapton auf den Stücken I’m So Glad und Rollin’ and Tumblin’ eine Bluesrockgitarre mit einer Kraft und Freiheit, wie sie zuvor im Rock nicht vorhanden war. Mit Ginger Bakers Instrumentalstück Toad enthält das Album auch eines der ersten ausgedehnten Schlagzeugsoli der Rockmusik.
Das Album gelangte in Großbritannien auf Platz 6 der Charts und wurde auch in den USA (auf dem ATCO-Label) gut verkauft.
Stephen Thomas Erlewine von Allmusic hält Fresh Cream als geburtsfördernd für den Heavy Metal und den Jam Rock. Das Album erhielt vier von fünf möglichen Sternen.

## Titelliste

### Seite 1
1. N.S.U. (Jack Bruce) –  2:43
2. Sleepy Time Time (Bruce, Janet Godfrey) – 4:20
3. Dreaming (Bruce) – 1:58
4. Sweet Wine (Ginger Baker, Godfrey) – 3:17
5. Spoonful (Willie Dixon) – 6:30

### Seite 2
1. Cat’s Squirrel (trad. arr. von Cream) – 3:03
2. Four Until Late (Robert Johnson, arr. von Eric Clapton) – 2:07
3. Rollin’ and Tumblin’ (McKinley Morganfield) – 4:42
4. I’m So Glad (Skip James) – 3:57
5. Toad (Baker) – 5:11

## Titelliste der deutschen Veröffentlichung (Vinyl)

### Seite 1
1. N.S.U. (Jack Bruce) –  2:43
2. Sleepy Time Time (Bruce, Janet Godfrey) – 4:20
3. Dreaming (Bruce) – 1:58
4. Sweet Wine (Ginger Baker, Godfrey) – 3:17
5. Spoonful (Willie Dixon) – 6:30
6. Wrapping Paper (Bruce-Brown) – 2:24

### Seite 2
1. Cat’s Squirrel (trad. arr. Splurge) – 3:03
2. Four Until Late (Robert Johnson, arr. von Eric Clapton) – 2:07
3. The Coffee Song (Colton-Smith) – 2:55
4. Rollin’ and Tumblin’ (McKinley Morganfield) – 4:42
5. I’m So Glad (Skip James) – 3:57
6. Toad (Baker) – 5:11